# シルヴェスター・メダル
シルヴェスター・メダル（英語: Sylvester Medal）は、王立協会により授与される数学の研究に関する銅メダルであり、現在は1000ポンドの賞である。1880年代にオックスフォード大学の幾何学教授だったジェームス・ジョゼフ・シルベスターの名前にちなむものであり、1897年の彼の死の後にシルベスターの友人であったラファエロ・メルドラを筆頭とするグループによって示され、1901年から授与されている。3年おきに900ポンドが与えられたが、王立協会は、2009年以降、2年おきに授与すると発表された。
2008年までに授与された36のメダルの国籍別内訳は、イギリス人が 27、フランス人が 2、ニュージーランド人、ドイツ人、オーストリア人、ロシア人、イタリア人、スウェーデン人、アメリカ人が各1だった。

## 受賞者
- 1901年 - アンリ・ポアンカレ
- 1904年 - ゲオルク・カントール
- 1907年 - ヴィルヘルム・ヴィルティンガー
- 1910年 - ヘンリー・フレデリック・ベイカー
- 1913年 - ジェームズ・ウィットブレッド・リー・グレイシャー
- 1916年 - ジャン・ガストン・ダルブー
- 1919年 - パーシー・アレクサンダー・マクマホン
- 1922年 - トゥーリオ・レヴィ＝チヴィタ
- 1925年 - アルフレッド・ノース・ホワイトヘッド
- 1928年 - ウィリアム・ヘンリー・ヤング
- 1931年 - エドマンド・テイラー・ホイッテーカー
- 1934年 - バートランド・ラッセル
- 1937年 - オーガストゥス・ラブ
- 1940年 - ゴッドフレイ・ハロルド・ハーディ
- 1943年 - ジョン・エデンサー・リトルウッド
- 1946年 - ジョージ・ネビル・ワトソン
- 1949年 - ルイス・モーデル
- 1952年 - Abram Samoilovitch Besicovitch
- 1955年 - Edward Charles Titchmarsh
- 1958年 - マックス・ニューマン
- 1961年 - フィリップ・ホール（英語版）
- 1964年 - メアリー・カートライト（英語版）
- 1967年 - ハロルド・ダヴェンポート
- 1970年 - George Frederick James Temple
- 1973年 - John William Scott Cassels
- 1976年 - David George Kendall
- 1979年 - Graham Higman
- 1982年 - John Frank Adams
- 1985年 - ジョン・G・トンプソン
- 1988年 - Charles T. C. Wall
- 1991年 - クラウス・フリードリッヒ・ロス
- 1994年 - ピーター・ホイットル（英語版）
- 1997年 - ハロルド・スコット・マクドナルド・コクセター
- 2000年 - ナイジェル・ヒッチン
- 2003年 - レンナルト・カルレソン
- 2006年 - ピーター・スウィンナートン＝ダイアー
- 2009年 - John M. Ball
- 2010年 - Graeme Segal
- 2012年 - John Francis Toland
- 2014年 - ベン・グリーン
- 2016年 - ウィリアム・ティモシー・ガワーズ
- 2018年 - Dusa McDuff
- 2019年 - ピーター・サルナック
- 2020年 - ブライアン・バーチ
- 2021年 - Frances Kirwan
- 2022年 - Roger Heath-Brown
- 2023年 - Miles Reid
- 2024年 - Philip Maini